# Volcà de Repàs
El Volcà de Repàs és un volcà situat al municipi de Sant Joan les Fonts, a la comarca catalana de la Garrotxa.